# Autonomisti per l'Europa
Autonomisti per l'Europa (ApE) è stato un movimento politico italiano fondato nel 2000 su iniziativa di alcuni gruppi fuoriusciti dalla Lega Nord. Il movimento, d'ispirazione federalista e liberaldemocratica,aveva come simbolo l'ape. Si è dissolto nel 2009.

## Storia
Al suo esordio, il movimento vede l'adesione di alcuni parlamentari. Alla Camera, dove non si costituisce però una componente autonoma, aderiscono al movimento Mario Lucio Barral, Domenico Comino, Franca Gambato, Daniele Roscia e Stefano Signorini. Al Senato della Repubblica, il 2 dicembre 1999 si forma, all'interno del gruppo misto, la componente denominata Autonomisti e federalisti: vi aderiscono Roberto Avogadro, Giuseppe Ceccato, Vito Gnutti, Luciano Lago, Luciano Lorenzi e Donato Manfroi.
Il 23 gennaio 2000 si svolge l'assemblea costituente degli Autonomisti per l'Europa al Teatro Verdi di Alessandria. Aderiscono alla confederazione diversi movimenti federalisti:
- Liguria Futura, di Roberto Avogadro;
- Patrie Toscane, di Norberto Catalani;
- Veneto Futuro, di Giuseppe Ceccato;
- Movimento Federalista Piemontese, di Domenico Comino;
- Lombardia Lombardia, di Daniele Roscia;
- Movimento Federalista Emilia, di Giorgio Cavitelli;
- Fronte Giuliano, di Giorgio Marchesich.

In questa assemblea vengono eletti i vertici della federazione: Domenico Comino presidente confederale e Vito Gnutti coordinatore confederale.
L'APE si presenta alle elezioni regionali del 2000 solo in Piemonte, in una coalizione denominata Polo Federalista, che comprende anche i Verdi Verdi e che candida alla presidenza il sindaco di Alessandria Francesca Calvo; la lista non riesce ad entrare in Consiglio regionale. In Veneto, invece, si presenta la lista Veneti d'Europa, che comprende la Liga Veneta Repubblica e il movimento Veneto Futuro e che candida Fabrizio Comencini.
In occasione del voto di fiducia al governo Amato II, alla Camera il gruppo si astiene; al Senato non partecipa al voto (eccetto Lorenzi, favorevole).
Nel febbraio 2001 il movimento inizia a collaborare con Democrazia Europea di Sergio D'Antoni. Al Senato, dopo aver raccolto l'adesione dell'ex leghista Walter Bianco, l'APE si unisce ad alcuni parlamentari fuoriusciti dal Partito Popolare Italiano: Giovanni Polidoro, Ortensio Zecchino e il senatore a vita Giulio Andreotti. Il nuovo gruppo assume la denominazione di Democrazia Europea.
In vista delle elezioni politiche del 2001, il partito si presenta all'interno di Democrazia Europea, svincolato dai due principali poli (Casa delle Libertà con Silvio Berlusconi e L'Ulivo con Francesco Rutelli).
Alle elezioni provinciali del 2004 la lista APE compare in alcune città, tra cui Milano, in appoggio al centro-sinistra; tale scelta viene riconfermata nel 2005 con l'appoggio senza liste alla coalizione de L'Unione.
Alle elezioni comunali del 2006 alcuni esponenti dell'APE partecipano a sostegno di diversi schieramenti: il Fronte Giuliano sceglie di partecipare in Friuli alle liste di Progetto Nordest, mentre a Milano il gruppo legato a Vito Gnutti si accorda con l'Italia dei Valori.
Alle elezioni provinciali di Milano del 2009 il partito ha appoggiato la candidatura del deputato Guido Podestà (Il Popolo della Libertà), dopodiché non si è presentato a nessuna competizione elettorale fino alle comunali del 2015 a Segrate, con una lista denominata "Lega Federalisti Segrate", che ha nel simbolo il disegno di un'ape ed elegge un consigliere, ed è ripresentata nel 2020 con minor fortuna. L'esperienza viene poi ripetuta nel 2016 a Peschiera Borromeo, e Pioltello con liste denominate "APE - Lega Federalisti".

## Proposte
L'idea centrale del progetto politico consiste nella trasformazione della Repubblica Italiana in uno stato federale o confederale, per ottenere come conseguenza una riduzione del carico fiscale e burocratico.
Oltre all'anima federalista il movimento possiede anche uno spirito liberale, emergente nella tutela della proprietà, della libera concorrenza e della libertà d'iniziativa economica.
I valori in cui crede l'APE sono:
- un governo metropolitano che restituisca protagonismo alle comunità e al territorio
- uno sviluppo moderno, competitivo, solidale e ambientalmente sostenibile
- la piena capacità della scuola locale di tradurre gli indirizzi generali nelle vere esigenze territoriali
- con i giovani aiutandoli a riscoprire le nostre tradizioni per meglio proiettarli nella sfida dell'integrazione etnica
- rilancio della cultura milanese.[senza fonte]

## Risultati elettorali
|                |          | Voti                  | %                     | Seggi |
| -------------- | -------- | --------------------- | --------------------- | ----- |
| Regionali 2000 | Piemonte | 26.639                | 1,31                  | -     |
| Regionali 2000 | Veneto   | in Veneti d'Europa    | in Veneti d'Europa    | -     |
| Politiche 2001 | Camera   | In Democrazia Europea | In Democrazia Europea | -     |
| Politiche 2001 | Senato   | In Democrazia Europea | In Democrazia Europea | -     |